# Караваста
Караваста (алб. Laguna e Karavastasë) — найбільша лагуна в Албанії і одна з найбільших лагун Адріатичного моря. Лагуна є частиною національного парку Дівьяка-Караваста.

## Географія

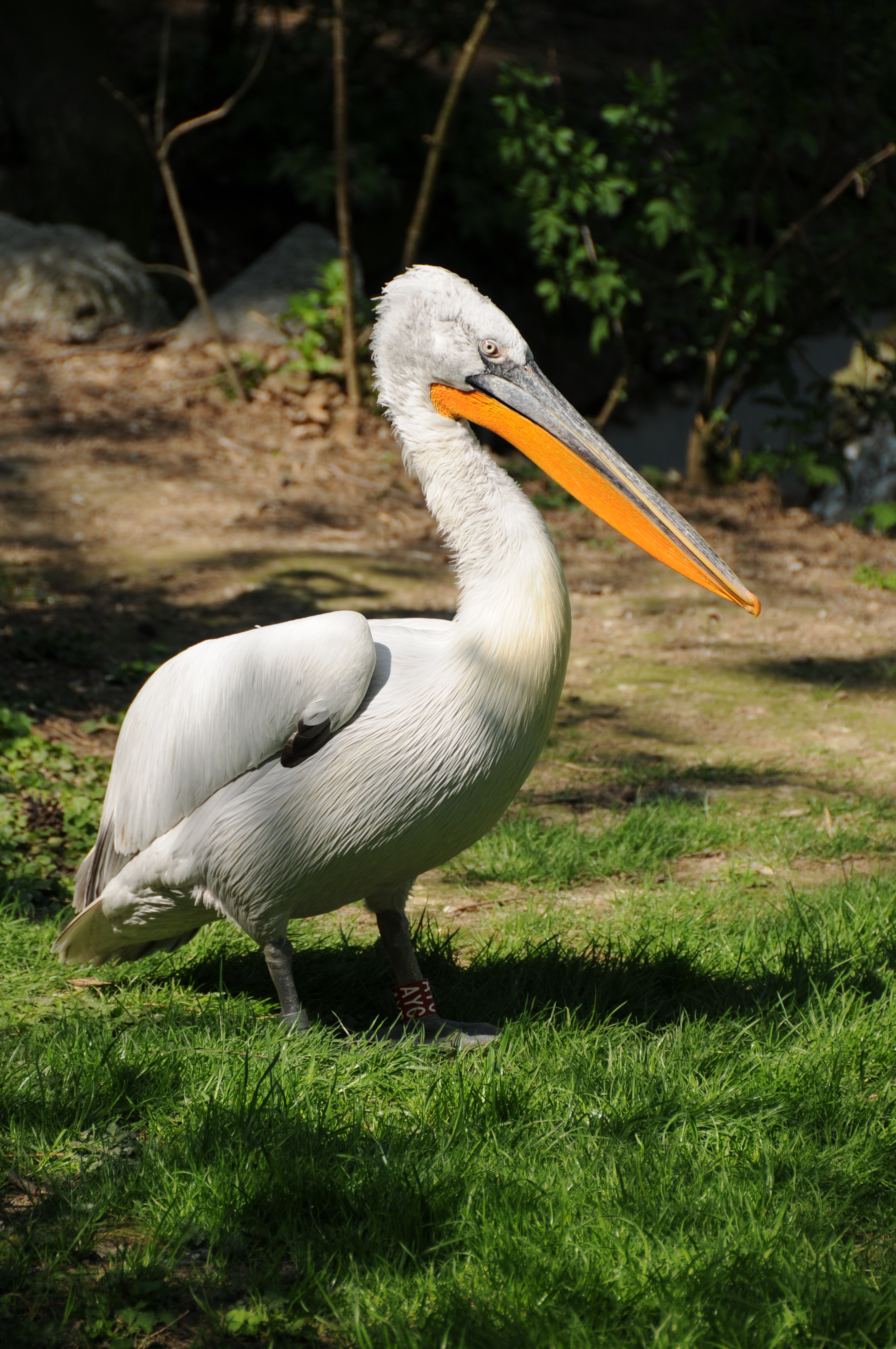
Пелікан кучерявий

Лагуна розташована в західній частині Албанії приблизно за 20 км на захід від міста Люшня між гирлами річок Шкумбіні і Семані. Лагуна займає площу близько 45 км². Максимальна глибина — 1,3 м, середня глибина — 0,7 м. Лагуна відрізана від Адріатичного моря довгою піщаною косою. Береги болотисті. Є кілька піщаних острівців. Лагуну оточують соснові ліси.
Лагуна славиться тим, що є місцем гніздування рідкісного кучерявого пелікана. Близько 5 % його світової популяції мешкає тут. Гніздуються тільки на острові Пелікан. Лагуна також є місцем гніздування понад 130 видів птахів, серед яких крячок малий, баклан великий, баклан малий і дерихвіст лучний.
З 1994 року лагуна є частиною національного парку Дівьяка-Караваста площею 222,302 км². З 29 листопада 1995 року перебуває в списку водно-болотних угідь міжнародного значення (під номером 781) і охороняється згідно Рамсарської конвенції.
У межах парку знаходяться декілька ресторанів. Розташований на піщаній косі пляж має популярність серед туристів.

## Панорама лагуни Караваста
